# Arava (wieś)
Arava – wieś w Estonii, w prowincji Harju, w gminie Anija. Zamieszkana przez 46 osób (stan na 31.12.2013).